# Weißenbach bei Liezen
Weißenbach bei Liezen è una frazione di 1 117 abitanti del comune austriaco di Liezen, nel distretto di Liezen (Stiria). Già comune autonomo, il 1º gennaio 2015 è stato aggregato a Liezen.